# Det måste gå att dansa till
Det måste gå att dansa till är det svenska dansbandet Larz-Kristerz åttonde studioalbum. Albumet släpptes den 26 juni 2013. Releasepartyt ägde rum i Tingshusparken i Älvdalen den 28 juni. Albumet hade vid tiden för skivsläppet redan sålt guld.
Titelspåret "Det måste gå att dansa till" kom den 8 september 2013 in på Svensktoppen.. Upphovsmännen Peter Larsson och Sören "Sulo" Karlsson belönades med Guldklaven i kategorin Årets låt 2014.

## Låtlista
1. Det måste gå att dansa till
2. Rose-Marie
3. Har du glömt
4. Lycka till
5. Midsommarnatt
6. Var är du nu, Marianne
7. Varför vänder du dig om
8. Har du kanske väntat på mig
9. Berg och dalar
10. Skyll på lantbrevbärarens moped
11. 409
12. Annelie
13. Trolleri
14. Nu har det hänt igen
15. Förlåt

## Listplaceringar
| Lista (2013) | Topplacering |
| ------------ | ------------ |
| Sverige      | 2            |

### Fotnoter
1. ↑   www.aftonbladet.se om skivsläppet
2. ↑  www.larzkristerz.se om svensktoppsframgången
3. ↑  www.dansbandsveckan.se om Guldklaven 2014 Arkiverad 13 november 2017 hämtat från the Wayback Machine.
4. ↑  ”Det måste gå att dansa till”. Hitparad. http://swedishcharts.com/showitem.asp?interpret=Larz%2DKristerz&titel=Det+m%E5ste+g%E5+att+dansa+till&cat=a. Läst 4 augusti 2013.